# Oval (zespół muzyczny)
Oval – grupa tworząca muzykę elektroniczną założona w 1991 roku w Niemczech przez Markusa Poppa, Sebastiana Oschatza i Franka Metzgera. 

## Muzyka i biografia
W oryginalny skład formacji wchodzili Markus Popp, Sebastian Oschatz i Frank Metzger – Oschatz i Metzger odeszli w 1995 roku. Wszyscy trzej uznawani są za pionierów glitchowej elektroniki. Członkowie Oval w miejsce syntezatorów, których istnienie lekceważyli, celowo okaleczali płyty CD pisząc po nich flamastrami, aby w ten sposób stworzyć paletę fragmentarycznych dźwięków, które decydowały o bardzo rytmicznym, elektronicznym stylu ich muzyki.
Markus Popp, mimo odejścia pozostałych członków zespołu, wciąż wydaje albumy pod szyldem Oval. Frank Metzger wydał kilka singli dla Mego i internetowego labelu Falsch, w 2003 podjął również współpracę z Rosando Polidoro oraz Emiliano Romanelli z „TU M” w projekcie pod nazwą Steno. Sebastian Oschatz jest projektantem interakcji w niemieckich kolektywie designerskim Meso.
Sampel wzięty z utworu Oval Aero Deck (z albumu Systemisch) możemy usłyszeć w muzyce Bjork z płyty Vespertine 2001. 
W 2003 roku Markus Popp nagrał album z japońskim wokalistą Eriki Toyada – projekt istniał pod nazwą So. Wydali jedną płytę dla wytwórni Thrill Jockey zatytułowaną od nazwy projektu.

## Dyskografia
- Wohnton (Ata Tak/1993)
- Systemisch (Mille Plateaux/1994)
- 94 Diskont (Mille Plateaux/1995)
- Dok (Thrill Jockey/1998)
- Szenariodisk (Thrill Jockey/1999)
- Ovalprocess (Form and Function/2000)
- Pre/Commers (Thrill Jockey/2001)
- Ovalcommers (Form and Function/2001)